# 门柱札
门柱札（希伯來語：מְזוּזָה；mezuzah）是一块羊皮纸（通常放在一个装饰盒内），上刻有指定的希伯来圣经经文 (申命记 6:4–9和11:13–21)。这些经文包括犹太人祈祷，用这句话开头：“以色列啊，你要听！耶和华我们神是独一的主”。
门柱札贴在犹太人的家门框上，以满足圣经中的诫命“又要写在你房屋的门框上”（申命记 6:9）。对犹太律法的有些解释甚至要求在家里除了浴室和厕所的每一个门框上都要放门柱札。羊皮纸由经受多年精心培养的有资质的抄经士预备，经文用黑色墨水和特殊的鹅毛笔书写，然后卷起羊皮纸并放置在盒内。

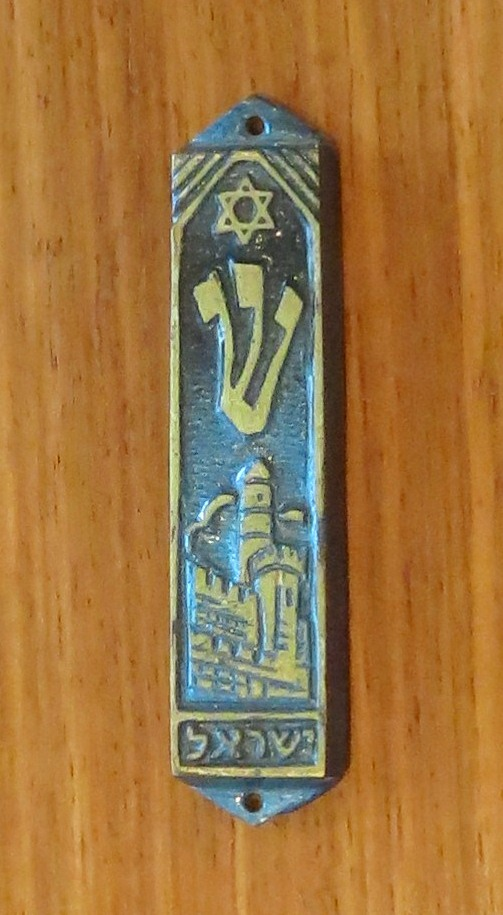
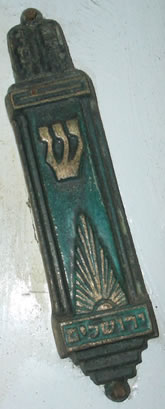

## 书目
- Alexander Poltorak. .   [2014-11-02]. （原始内容存档于2019-07-13）.
- Dovid Zaklikowski. .   [2014-11-02]. （原始内容存档于2007-06-23）.
- .   [2014-11-02]. （原始内容存档于2014-11-02）.